# Melanoromintho barbiellinii
Melanoromintho barbiellinii là một loài ruồi trong họ Tachinidae.